# Sergei Loschkin
Sergei Loschkin (russisch Сергей Ложкин; * 17. April 1968 in Moschga) ist ein ehemaliger sowjetischer, russischer und kasachischer Biathlet und Skilangläufer und Paralympics-Sieger. Er startete in beiden Sportarten bei Wettbewerben für Nichtbehinderte und Behinderte.

## Werdegang
Sergei Loschkin startete 1993 für Russland im Biathlon-Weltcup. Im selben Jahr wurde er für den Mannschaftswettbewerb bei den Biathlon-Weltmeisterschaften nominiert und gewann mit Alexei Kobelew, Waleri Kirijenko und Sergei Tschepikow die Silbermedaille.
Bei den Winter-Paralympics 1992 in Albertville wurde er Sieger mit der Staffel des Vereinten Teams in der Besetzung Nikolai Iljutschenko, Loschkin und Waleri Kuptschinski und gewann die Silbermedaille im 30-Kilometer-Langlauf in der Klasse B3. Auch 1994 und  1998 war er Teilnehmer der Paralympics, trat aber für Kasachstan an. Ein weiterer Medaillengewinn blieb ihm trotz guter Leistungen versagt, ein vierter Platz in Lillehammer beim 7,5 km Sprint im Biathlon (B3) blieb sein bestes Ergebnis.

## Biathlon-Weltcup-Platzierungen
Die Tabelle zeigt alle Platzierungen (je nach Austragungsjahr einschließlich Olympische Spiele und Weltmeisterschaften).
- 1.–3. Platz: Anzahl der Podiumsplatzierungen
- Top 10: Anzahl der Platzierungen unter den ersten zehn (einschließlich Podium)
- Punkteränge: Anzahl der Platzierungen innerhalb der Punkteränge (einschließlich Podium und Top 10)
- Starts: Anzahl gelaufener Rennen in der jeweiligen Disziplin

| Platzierung                                              | Einzel | Sprint | Verfolgung | Massenstart | Team | Staffel | Gesamt |
| -------------------------------------------------------- | ------ | ------ | ---------- | ----------- | ---- | ------- | ------ |
| 1. Platz                                                 |        |        |            |             |      |         |        |
| 2. Platz                                                 |        |        |            |             | 1    |         | 1      |
| 3. Platz                                                 |        |        |            |             |      |         |        |
| Top 10                                                   |        |        |            |             | 1    |         | 1      |
| Punkteränge                                              |        |        |            |             | 1    |         | 1      |
| Starts                                                   | 4      | 1      |            |             | 1    |         | 6      |
| Stand: Karriereende, Daten wahrscheinlich nicht komplett |        |        |            |             |      |         |        |